# Marie Mettraux
Marie Mettraux (* 7. April 2000 in Neyruz) ist eine Schweizer Tennisspielerin.

## Karriere
Mettraux begann mit vier Jahren das Tennisspielen und spielt hauptsächlich bei Turnieren der ITF Women’s World Tennis Tour, wo sie bisher einen Titel im Einzel und zehn Turniersiege im Doppel erreichte.

## Turniersiege

### Einzel
| Nr. | Datum         | Turnier  | Kategorie | Belag | Finalgegnerin   | Ergebnis      |
| --- | ------------- | -------- | --------- | ----- | --------------- | ------------- |
| 1.  | 16. März 2025 | Alaminos | ITF W15   | Sand  | Stefania Bojica | 6:4, 2:6, 6:4 |

### Doppel
| Nr. | Datum             | Turnier     | Kategorie | Belag     | Partnerin           | Finalgegnerinnen                      | Ergebnis          |
| --- | ----------------- | ----------- | --------- | --------- | ------------------- | ------------------------------------- | ----------------- |
| 1.  | 13. April 2019    | Antalya     | ITF W15   | Sand      | Wera Swonarjowa     | Karolína Kubáňová Nikola Tomanová     | 6:3, 0:6, [12:10] |
| 2.  | 7. Dezember 2019  | Monastir    | ITF W15   | Hartplatz | Yasmine Mansouri    | Carole Monnet Marija Tkatschowa       | 6:4, 3:6, [10:6]  |
| 3.  | 31. Juli 2021     | Savitaipale | ITF W15   | Sand      | Valentina Ryser     | Emily Seibold Anna Ureke              | 6:4, 7:5          |
| 4.  | 22. April 2023    | Telde       | ITF W15   | Sand      | Giulia Crescenzi    | Abigail Amos Arabella Koller          | 2:6, 7:5, [10:7]  |
| 5.  | 29. April 2023    | Telde       | ITF W15   | Sand      | Kaylah McPhee       | Irina Balus Patricija Paukštytė       | 7:5, 6:2          |
| 6.  | 22. Juli 2023     | Casablanca  | ITF W15   | Sand      | Astrid Lew Yan Foon | Alessandra Teodosescu Federica Urgesi | 7:64, 7:65        |
| 7.  | 10. November 2023 | Castellon   | ITF W15   | Sand      | Chantal Sauvant     | Maryna Kolb Nadija Kolb               | 3:6, 6:1, [10:5]  |
| 8.  | 26. Mai 2024      | Bol         | ITF W15   | Sand      | Stéphanie Visscher  | Xenia Bandurowska Panna Bartha        | 6:4, 6:1          |
| 9.  | 7. Dezember 2024  | Joinville   | ITF W15   | Sand      | Sabastiani León     | Luciana Moyano Camila Romero          | 7:63, 7:66        |
| 10. | 15. März 2025     | Alaminos    | ITF W15   | Sand      | Stefania Bojica     | Anastassija Firman Chelsea Fontenel   | 6:2, 4:6, [10:7]  |

## Sonstiges
Marie Mettraux rief im November 2020 über das Portal Raiffeisen Lokalhelden.ch zur Finanzierung ihrer Saison 2021 auf und wollte mit diesem Aufruf CHF 8.000 erreichen. Am Ende der Finanzierungsrunde hatte sie 75 Unterstützer gewonnen, die sie mit insgesamt CHF 10'669 in der Saison 2021 unterstützen.